# تبدیل پراکندگی معکوس
در ریاضیات، تبدیل پراکندگی معکوس روشی برای حل برخی معادلات دیفرانسیل جزئی غیر خطی است . این یکی از مهمترین تحولات فیزیک ریاضی در 40 سال گذشته است این روش مشابه غیر خطی و به تعبیری تعمیم تبدیل فوریه است که خود برای حل بسیاری از معادلات دیفرانسیل جزئی خطی استفاده می شود. نام "روش پراکندگی معکوس" از ایده اصلی بازیابی فرگشت زمانی یک سیگنال از فرگشت زمانی "داده های پراکندگی" آن ناشی می شود: پراکندگی معکوس به مسأله بازیابی سیگنال از ماتریس پراکندگی آن اشاره دارد، در مقابل پراکندگی مستقیم مسأله یافتن ماتریس پراکندگی از سیگنال است.
تبدیل پراکندگی معکوس این قابلیت را دارد که در بسیاری از مدلهای به اصطلاح دقیقاً قابل حل یا سیستم های دارای بعد بیشمار کاملاً انتگرال پذیر، اعمال گردد.

## بررسی اجمالی
تبدیل پراکندگی معکوس برای اولین بار توسط Clifford S. Gardner, John M. Greene, and Martin D. Kruskal et al. (1967, 1974) Clifford S. Gardner, John M. Greene, and Martin D. Kruskal et al. (1967, 1974) برای معادله Korteweg – de Vries معرفی شد، و به زودی به معادله غیرخطی شرودینگر، معادله Sine-Gordon و معادله شبکه Toda گسترش یافت . بعد از آن برای حل بسیاری از معادلات دیگر، مانند معادله Kadomtsev-Petviashvili از معادله Ishimori از معادله DYM ، و غیره مورد استفاده قرار گرفت. خانواده دیگری از نمونه معادلات قابل حل با این روش از ظریق معادلات بوگومولنی (برای یک گروه سنج و 3-لای ریمانیان جهت دار معین) تعریف می شوند که جواب های{\displaystyle L^{2}} آن ها تک قطبی مغناطیسی هستند.
یکی از مشخصه های پاسخ های بدست آمده با روش پراکندگی معکوس وجود سالیتونها، جواب هایی که هم شبیه ذرات و هم شبیه امواج هستند است. معادلات دیفرانسیل جزئی خطی دارای چنین جواب هایی نیستند. اصطلاح "سالیتون" برای اولین بار در فیلد نور غیر خطی ابداع و استفاده شد و اشاره به عدم تداخل و ماهیت حرکت به شکل یه تکه موج تنها دارد.
1. ↑  هیت